# Elif Shafak
Elif Shafak, eigenlijk Elif Şafak (Straatsburg, Frankrijk, 25 oktober 1971), is een schrijfster van Turkse afkomst en de best verkopende vrouwelijke schrijfster van Turkije. Ze publiceerde boeken geschreven in het Turks en in het Engels.  Haar boeken werden in 55 talen vertaald en werden genomineerd voor verschillende literaire prijzen. 
Critici omschrijven haar als een schrijfster die de Westerse en Oosterse verteltradities mengt om fictie te creëren die tegelijk
lokaal en globaal is. In haar boeken stelt ze religieus fanatisme en xenofobie aan de kaak. Ze heeft bijzondere belangstelling voor feminisme, soefisme, de Ottomaanse cultuur en de stad Istanboel.
Shafak's roman The Forty Rules of Love was een groot verkoopsucces in Turkije. Er werden bij de publicatie meer dan 200.000 exemplaren van verkocht in 2009, wat voor Turkije een record was. 

## Biografie
Şafak werd geboren in Frankrijk als de enige dochter van haar vader, de Turkse filosoof en hoogleraar Sociale Psychologie Nuri Bilgin en haar moeder die werkte als diplomaat. Ze bleef bij haar moeder na de scheiding van haar ouders en groeide op zonder vader. 
Elif Shafak heeft twee halfbroers, die geboren werden in het tweede huwelijk van haar vader. Ze ontmoette haar halfbroers pas toen ze halverwege de twintig was. 
Ze bracht haar tienerjaren door in Madrid (Spanje) en Amman (Jordanië), en keerde vervolgens terug naar Turkije. Ze studeerde Internationale Relaties aan de Technische Universiteit van het Midden-Oosten in Ankara, Turkije. Ze heeft een diploma in Gender- en Vrouwenstudies en schreef een thesis getiteld The Deconstruction of Femininity Along the Cyclical Understanding of Heterodox Dervishes in Islam. Ze behaalde een doctoraat aan het departement Politieke Wetenschappen van dezelfde universiteit, met een thesis getiteld An Analysis of Turkish Modernity Through Discourses of Masculinities.
Ze werkte een jaar als onderzoeker aan Mount Holyoke Women's College in South Hadley, Massachusetts in de Verenigde Staten. Daar schreef ze haar eerste roman in het Engels. De Nederlandse vertaling van het boek, De heilige van de beginnende waanzin (The Saint of Incipient Insanities), werd uitgegeven door De Geus.
Şafak was gastprofessor aan de Universiteit van Michigan en aan het Near Eastern Studies Department van de Universiteit van Arizona. Daarna keerde ze terug naar Istanboel, een stad die ze een bron van liefde en inspiratie noemt. Ze verdeelt haar tijd tussen de Verenigde Staten en Istanboel.
Şafak maakte haar literair debuut met het verhaal Kem Gözlere Anadolu, gepubliceerd in 1994. Haar eerste roman, Pinhan ("De Soefi") kreeg de "Mevlana Prize" in 1998, die wordt toegekend aan het beste mystiek-literair werk in Turkije. Haar tweede roman, Şehrin Aynaları ("Spiegels van de stad"), verenigt joodse en islamitische mystiek tegen de achtergrond van de mediterrane 17de eeuw. Haar derde roman Mahrem ("De blik") leverde haar de "Union of Turkish Writers' Prize" op in 2000. Bit Palas (Het luizenpaleis) was een bestseller in Turkije. Shafak gebruikt de narratieve structuur van een verhaal van Duizend-en-één-nacht om een verhaal in het verhaal te vertellen.
Op dit boek volgde Med-Cezir, een non-fictiewerk over gender, seksualiteit, mentale getto's en literatuur. Ze schreef het voorwoord van Türkçe Sevmek (Istanboel: Doğan Kitap, 2005), de vertaling van de bloemlezing van emigrantenliteratuur Tales from the Expat Harem: Foreign Women in Modern Turkey, over vrouw-zijn, nationale identiteit en het gevoel nergens bij te horen. 
In 2005 trouwde Şafak met de Turkse journalist Eyüp Can. Ze hebben samen een dochter en een zoon.
In 2006 leidde Şafaks boek De Bastaard van Istanbul  tot haar vervolging in Turkije op grond van "belediging van de Turksheid" onder Artikel 31 van de Turkse Strafwet. Shafak werd vervolgd vanwege een uitspraak van een van de personages in het boek die de moorden op Armeniërs tijdens de Eerste Wereldoorlog als genocide bestempelde. De zaak werd in juni 2006 geseponeerd. De aanklagers heropenden de zaak echter in juli 2006 en Shafak riskeerde drie jaar gevangenisstraf, net als haar vertaler en redacteur. Op 21 september 2006 werd ook de hernieuwde zaak tegen Shafak geseponeerd wegens gebrek aan bewijs.
Toch voelde ze zich zo bedreigd dat ze zich anderhalf jaar liet beschermen door een lijfwacht. Daarna emigreerde ze naar het Verenigd Koninkrijk om in alle vrijheid te kunnen schrijven.
In 2009 publiceerde ze de roman The Forty Rules of Love: A Novel of Rumi, een modern liefdesverhaal tussen een Joods-Amerikaanse huisvrouw en een moderne soefi die in Amsterdam woont. The Forty Rules of Love verscheen in 2009 ook in het Turks onder de naam Aşk (Engels: Love). De samenwerking met de vertaler Kadir Yiğit Us was zo nauw, dat van een klassieke vertaling niet kan worden gesproken:
“In “The Forty Rules of Love” probeerde ik een compleet nieuwe techniek. Ik schreef de roman eerst in het Engels. Vervolgens werd het door een uitstekende vertaler naar het Turks vertaald. Toen heb ik de vertaling genomen en herschreven. Toen de Turkse versie rijp en klaar was, ging ik terug naar de Engelse versie en herschreef deze met een nieuwe geest. [...] Ik doe dit omdat taal mijn passie is.”
In 2015 kwam ze naar het Paleis voor Schone Kunsten te Brussel omdat ze meewerkte aan de tentoonstelling van BOZAR Het rijk van de sultan.
Op 24 mei 2017 nam ze deel aan het Oslo Freedom Forum met de lezing "Turkey and the Loss of Democracy". Ze geeft regelmatig lezingen in diverse Europese landen. Elif Şafak schrijft ook voor kranten en tijdschriften in Europa en de Verenigde Staten. Ze schrijft scenario's voor televisieseries en liedjesteksten voor muzikanten. Şafak's verhaal 10 minuten en 38 seconden in deze vreemde wereld werd in 2019 genomineerd voor de Booker Prize.
Ze is Patron of Human Rights Watch Book Club.

## Terugkerende thema's
De stad Istanbul valt op als een van de centrale punten in haar schrijven, zoals te zien is in The Bastard of Istanbul of in de Architect of the Universe, het laatste geïnspireerd door het werk van Sinan, de belangrijkste architect van de tijd. imperium Ottomaans. In een essay geschreven voor het tijdschrift Time zegt ze: "Oost en West zijn geen olie en water. Ze vermengen zich. En in een stad als Istanbul vermengen ze zich intens, eindeloos, op verrassende manieren." 
Een ander aspect dat Shafak interesseert is de soefi-mystiek . Dit blijkt uit haar boek The Forty Rules of Love: A Novel of Rumi, een modern liefdesverhaal tussen een Joods-Amerikaanse huisvrouw en een moderne soefi die in Amsterdam woont. Feminisme, minderheidsrechten en vrijheid van meningsuiting komen ook veelvuldig voor in haar werken, zowel fictie als essays.

### Turks

#### Oorspronkelijk werk
- Kem Gözlere Anadolu, 96pp, 1994, Evrensel, ISBN 975-785-729-7
- Pinhan, 224pp, 1997, Metis, ISBN 975-342-297-0
- Şehrin Aynaları, 280pp, 1999, Metis, ISBN 975-342-298-9
- Mahrem, 216pp, 2000, Metis, ISBN 975-342-285-7
- Bit Palas, 361pp, 2002, Metis, ISBN 975-342-354-3
- Med-Cezir, 254pp, 2005, Metis, ISBN 975-342-533-3
- Siyah Süt, 303 pp, 2007, Doğan, ISBN 975-991-531-6
- Aşk, 420 pp, 2009, Doğan, ISBN 978-605-111-107-0.
- Kâğıt Helva, 156pp, 2010, Doğan, ISBN 978-605-111-426-2
- Firarperest, 236pp, 2010, Doğan, ISBN 978-605-111-902-1
- İskender, 443pp, 2011, Doğan, ISBN 978-605-090-251-8
- Şemspare, 2012, Doğan,  ISBN 9786050907995
- Ustam ve Ben, 2013, Doğan, ISBN 978-605-09-1803-8
- Sakız Sardunya, 2014, Doğan, ISBN 978-605-09-2291-2

#### Vertaald werk uit het Engels
- Araf, 352pp, 2004, Metis, ISBN 975-342-465-5. Vertaling van The Saint of Incipient Insanities, 2004
- Beşpeşe, 680pp, 2004, Metis, ISBN 975-342-467-1 (met Murathan Mungan, Faruk Ulay, Celil Oker en Pınar Kür)
- Baba ve Piç, 384 pp, 2006, Metis, ISBN 975-342-553-8. Vertaling van The Bastard of Istanbul, 2006.
- Havva'nın Üç Kızı, 2016, Doğan, ISBN 978-605-09-3537-0 Vertaling van Three daughters of Eve, 2016

### Engels

#### Oorspronkelijk werk
- The Bastard of Istanbul, 368 pp, 2006, Viking Adult, ISBN 067-003-834-2
- The Forty Rules of Love: A Novel of Rumi, 368 pp, 2010, Viking Adult, ISBN 067-002-145-8
- Honour, 352pp, 2012, Viking, ISBN 0-670-92115-7
- The architect's apprentice, 2014, Viking, ISBN 9780241004913
- Three daughters of Eve, 2016, Viking, ISBN 9780241288047
- 10 Minutes 38 Seconds in this Strange World, 2019, Viking, ISBN 9780241293874
- How to stay sane in an age of division, 2020, 96 pp, Profile Books Ltd, ISBN 9781788165723
- The Island of Missing Trees,  2021 Penguin Books, ISBN  9780241434994
- There are rivers in the sky, 2024, Viking ISBN 9780241435021

#### Vertaald werk uit het Turks
- The Saint of Incipient Insanities, 368pp, 2004, Farrar, Straus and Giroux, ISBN 037-425-357-9. Vertaling van Araf, 2004
- The Flea Palace, 260pp, 2005, Marion Boyars, ISBN 071-453-101-4. Vertaling van Bit Palas, 2002
- The Gaze, 252pp, 2006, Marion Boyars, ISBN 0-7145-3121-9. Vertaling van Mahrem, 2000
- Black Milk: On Writing, Motherhood, and the Harem Within, 267 pp, 2011, Viking Books, ISBN 0-670-02264-0. Vertaling van Siyah Süt, 2007

### Nederlandse vertalingen
- De bastaard van Istanbul (De Geus, 2007) ISBN 978-90-445-0973-1. Vertaling van The Bastard of Istanbul, 2006, vertaald door Manon Smits.
- Het luizenpaleis (De Geus, 2008) ISBN 978-90-445-1234-2. Vertaling van Bit Palas,  2002, vertaald door Margreet Dorleijn en Hanneke van der Heijden
- De heilige van de beginnende waanzin (De Geus, 2008) ISBN 978-90-445-0974-8. Vertaling van The Saint of Incipient Insanities, 2004, vertaald door Manon Smits.
- Geheim: een roman over zien en gezien worden (De Geus, 2009) ISBN 978-90-445-0712-6. Vertaling van Mahrem, 2000, vertaald door Evert van den Broek, Irene 't Hooft en Sytske Breunesse.
- Liefde kent veertig regels (De Geus, 2011) ISBN 9789044517422. Vertaling van The Forty Rules of Love: A Novel of Rumi, vertaald door Manon Smits.
- Zwarte melk : over schrijven, moederschap en mijn innerlijke harem (De Geus, 2012) ISBN 9789044513738. Vertaling van Siyah Süt, 2007, vertaald door Irene 't Hooft en Sytske Breunesse
- Het huis van de vier winden (De Geus, 2013) ISBN 978-90-445-2520-5. Vertaling van Honour, vertaald door Frouke Arns en Manon Smits.
- De stad aan de rand van de hemel (De Geus, 2014) ISBN 978-90-445-3509-9. Vertaling van The architect's apprentice, vertaald door Frouke Arns en Manon Smits.
- Drie dochters van Eva (De Geus, 2017) ISBN 978-90-445-3824-3. Vertaling van Three daughters of Eve, vertaald door Frouke Arns en Manon Smits.
- 10 minuten 38 seconden in deze vreemde wereld (Nieuw Amsterdam, 2020) ISBN 978-90-468-2627-0. Vertaling van 10 Minutes 38 Seconds in this Strange World, vertaald door Manon Smits.
- Zo houd je de moed in een tijd van verdeeldheid (Nieuw Amsterdam, 2020) ISBN 978-90-468-2815-1. Vertaling van How to stay sane in an age of division, vertaald door Manon Smits
- Het eiland van de verdwenen bomen (Nieuw Amsterdam, 2021) ISBN  9789046829134. Vertaling van The Island of Missing Trees, vertaald door Manon Smits
- Er stromen rivieren in de lucht (Wereldbibliotheek, 2024), ISBN 9789046832073. Vertaling van There Are Rivers in the Sky. Vertaald door Manon Smits
- Het huis van de vier winden (Park Uitgevers, 2025), ISBN 9789028454125. Vertaling van Honour. Vertaald door Frouke Arns en Manon Smits

### Duitse vertalingen
- Spiegel der Stadt (vertaling van Şehrin Aynaları), Literaturca Verlag 2004, ISBN 393-553-506-6
- Die Heilige des nahenden Irrsinns (vertaling van The Saint of Incipient Insanities), Eichborn 2005, ISBN 382-185-750-1
- Der Bastard von Istanbul (vertaling van The Bastard of Istanbul), Eichborn 2007, ISBN 382-185-799-4
- Der Bonbonpalast (translation of Bit Palas from Turkish), Eichborn 2008, ISBN 382-185-806-0
- Das Flüstern der Feigenbäume. Aus dem Englischen von Michaela Grabinger. Kein & Aber, Zürich/Berlin 2021, ISBN 978-3-0369-5863-7.

### Italiaanse vertalingen (selectie)
- La bastarda di Istanbul, Rizzoli, Milaan 2007, ISBN 978-88-17-01726-8
- Il palazzo delle pulci, Milaan, Rizzoli, 2008, ISBN 978-88-17-02176-0.
- Le quaranta porte, Collana Scala stranieri, Milaan, Rizzoli, 2009, ISBN 978-88-17-03238-4.
- L'isola degli alberi scomparsi, Milaan, Rizzoli 2021, ISBN 978-88-17-15892-3.

### Poolse vertalingen
- Pchli Pałac, Wydawnictwo Literackie, Kraków 2009, ISBN 978-83-08-04332-5

## Bestseller 60
| Boeken met noteringen in de Nederlandse Bestseller 60 | Jaar van verschijnen | Datum van binnenkomst | Hoogste positie | Aantal weken | Opmerkingen |
| ----------------------------------------------------- | -------------------- | --------------------- | --------------- | ------------ | ----------- |
| Er stromen rivieren in de lucht                       | 2024                 | 31-07-2024            | 20              | 45*          |             |
| Het huis van de vier winden                           | 2025                 | 25-06-2025            | 49              | 8            |             |